# Frkljevci
Frkljevci su naselje u Republici Hrvatskoj u Požeško-slavonskoj županiji, u sastavu grada Pleternice.

## Zemljopis
Frkljevci su smješteni 3 km južno od Pleternice na cesti prema Slavonskom Brodu, susjedno selo su Kadanovci na jugu.

## Stanovništvo
Prema popisu stanovništva iz 2011. godine Frkljevci su imali 345 stanovnika.
| broj stanovnika | 207   | 208   | 177   | 265   | 361   | 402   | 362   | 478   | 358   | 359   | 388   | 393   | 382   | 400   | 385   | 345   | 287   |
|                 | 1857. | 1869. | 1880. | 1890. | 1900. | 1910. | 1921. | 1931. | 1948. | 1953. | 1961. | 1971. | 1981. | 1991. | 2001. | 2011. | 2021. |

## Povijest naselja
Selo se prvi puta spominje 1335. kao katolička župa koja postoji do dolaska Osmanlija u selo 1536. Frkljevci su se u to vrijeme nalazili na obroncima Dilj gore, kao i utvrda čiji je gospodar bio Blaž Husar. Vlastelinstvo s utvrdom razoreno je 1471. zakonskom odredbom Matije Korvina jer je njen vlasnik počinio veleizdaju. 
1545. selo je upisano u pleterničku nahiju, a seoski je knez bio Lacko. Također je zapisano da je tijekom osmanske okupacije Slavonije gospodar Frkljevaca bio Karafarović-aga iz Požege. Tijekom i nakon osmanske okupacije selo se postepeno seli u dolinu podno Dilj gore, gdje se i danas nalazi.
Neobično ime sela najvjerojatnije potječe od imena Ferko (mađ. Franjo), a u najranijim zapisima naselje je zapisano kao Ferklewecz i Ferlyewcz.
¸

## Znamenitosti
U selu se nalazi kapela sv. Fabijana i Sebastijana, Vatrogasni dom i područno odjeljenje Osnovne škole fra Kaje Adžića iz Pleternice (od 1921.).